# Szum Rodzi Hałas
«Szum Rodzi Hałas» (пол. Шум породжує шум) — дебютний студійний альбом польського дуету POE (розшифровується як Projekt Ostry Emade) в складі O.S.T.R. — речетатив і Emade — продюсування. Реліз випущений 23 травня 2005 року лейблом Asfalt Records. В підтримку альбому було знято два відео кліпи на композиції «Wiele Dróg» і «Nie Potrafię Gwizdać». Всі треки спродюсованні Emade.

## Список композицій
1. «Zielony Parlament Cz. I (Intro)» — 2:04
2. «Wiele Dróg» — 4:54
3. «Nadzieja We Krwi» — 3:50
4. «Muszę Stąd Odejść» — 3:02
5. «Kochaj Żyć» — 3:46
6. «Korale (by Natalia Korczakowska)» — 4:36
7. «Wsłuchaj Się» — 4:58
8. «Raj Młodocianych Bogów» — 3:00
9. «Gdy Mam Dyszke» — 4:23
10. «Strach» — 3:29
11. «To Ja Mam Flow» — 3:04
12. «Radio» — 3:43
13. «Zielony Parlament Cz. II (Outro) / Nie Potrafię Gwizdać (Bonus Track)» — 5:06